# Stade Léo-Lagrange (Besançon)
Pour les articles homonymes, voir Stade Léo-Lagrange.
Le stade Léo-Lagrange est une enceinte sportive située à Besançon, dans le département du Doubs. Il accueille les matchs du Racing Besançon et du Besançon Football, deux clubs de football bisontins évoluant tout les deux en National 3. 

## Histoire
Sous l'impulsion de Jean de Gribaldy, ancien coureur cycliste bisontin et célèbre directeur sportif, les Championnats du Monde de cyclisme sur piste y sont organisés en septembre 1980. Le stade possède alors un vélodrome qui est détruit en 1988. Il accueillit des matchs du Championnat d'Europe de football des moins de 19 ans 1996 dont la finale entre la France et l'Espagne qui vit les premiers cités sacrés. Un match entre la France et le Canada en rugby à XV y est également organisé le 17 décembre 1994.
Cette enceinte qui porta d'abord le nom de Stade de la Gibelotte fut agrandie (passage de 2 à 4 tribunes) de 2003 à 2005. Avant l'extension, le stade possédait deux tribunes : la Tribune Honneur et la Tribune Visiteurs. Désormais, il en possède quatre : les deux anciennes tribunes (Honneur et Visiteurs), la Tribune Sud et la Tribune Est. Sa capacité est également portée à 10 383 places. 
Le 4 janvier 2024, le stade accueille le CA Pontarlier pour un match de Coupe de France face à l'Olympique Lyonnais. Les pensionnaires de Ligue 1 l'emportent 3-0 contre l'équipe du Haut-Doubs.  

## Événements

### Football

#### Équipe de France féminine
| Date              | Compétition                                  | Équipe 1 | Résultat | Équipe 2 | Affluence |
| ----------------- | -------------------------------------------- | -------- | -------- | -------- | --------- |
| 8 septembre 1974  | Match amical                                 | France   | 1 - 3    | Suisse   | 6 500     |
| 20 juin 2010      | Coupe du monde féminine 2011 (Éliminatoires) | France   | 3 - 0    | Croatie  | 6 716     |
| 11 septembre 2010 | Coupe du monde féminine 2011 (Éliminatoires) | France   | 0 - 0    | Italie   | 9 154     |
| 7 mai 2014        | Coupe du monde féminine 2015 (Éliminatoires) | France   | 4 - 0    | Hongrie  | 9 236     |

#### Équipe de France espoirs
| Date            | Compétition                     | Équipe 1 | Résultat | Équipe 2   | Affluence |
| --------------- | ------------------------------- | -------- | -------- | ---------- | --------- |
| 13 avril 1988   | Euro espoirs 1988 (demi-finale) | France   | 4 - 2    | Angleterre | 22 000    |
| 12 octobre 1988 | Euro espoirs 1988 (finale)      | France   | 3 - 0    | Grèce      | 23 000    |
| 16 juin 2015    | Match amical                    | France   | 2 - 1    | Paraguay   | 9 000     |
| 29 mai 2018     | Match amical                    | France   | 1 - 1    | Italie     | 7 579     |

#### Coupe de France
En tant que stade à vocation régionale, le stade accueille des matchs de coupe de France pour des clubs régionaux, en dehors des deux clubs résidents habituels.
| Date            | Tour                                                                  | Équipe 1                    | Équipe 2                               | Score | Affluence |
| --------------- | --------------------------------------------------------------------- | --------------------------- | -------------------------------------- | ----- | --------- |
| 7 janvier 2024  | Trente-deuxième de finale de la Coupe de France de football 2023-2024 | CA Pontarlier (D5)          | Olympique Lyonnais (D1)                | 0 - 3 | 10 215    |
| 12 octobre 2024 | 5ème tour de la Coupe de France de football 2024-2025                 | AS Besançon Espérance (D10) | Football Club Sochaux-Montbéliard (D3) | 0 - 6 | 2 600     |

#### Matchs amicaux incluant des clubs professionnels
Le Stade Léo Lagrange accueille régulièrement des matchs amicaux du FC Sochaux-Montbéliard et du Dijon FCO.
| Date             | Compétition  | Équipe 1                    | Résultat | Équipe 2                    | Affluence |
| ---------------- | ------------ | --------------------------- | -------- | --------------------------- | --------- |
| 15 juillet 2007  | Match amical | Besançon RC (D4)            | 4 - 2    | FC Sochaux-Montbéliard (D1) |           |
| 22 juillet 2008  | Match amical | FC Sochaux-Montbéliard (D1) | 1 - 1    | Dijon FCO (D2)              |           |
| 15 juillet 2009  | Match amical | FC Sochaux-Montbéliard (D1) | 2 - 0    | Grenoble Foot 38 (D1)       |           |
| 18 juillet 2015  | Match amical | FC Sochaux-Montbéliard (D2) | 3 - 1    | Dijon FCO (D2)              |           |
| 16 juillet 2016  | Match amical | FC Sochaux-Montbéliard (D2) | 2 - 0    | Dijon FCO (D2)              |           |
| 12 juillet 2017  | Match amical | FC Sochaux-Montbéliard (D2) | 2 - 3    | Dijon FCO (D2)              |           |
| 24 juillet 2020  | Match amical | FC Sochaux-Montbéliard (D2) | 0 - 0    | Dijon FCO (D1)              |           |
| 2 juillet 2021   | Match amical | FC Sochaux-Montbéliard (D2) | 2 - 1    | Dijon FCO (D2)              | 700       |
| 30 décembre 2023 | Match amical | Racing Besançon (D4)        | 0 - 5    | Dijon FCO (D3)              |           |